# Základní územní jednotka
Základní územní jednotka (dále ZÚJ nebo ZÚSJ) je v daném státě nejmenší územní samosprávný celek, který má právo spravovat své záležitosti (ZÚSC). Tyto jednotky se pro účely veřejné správy dále nečlení. 
Základní územní jednotkou může být
- gmina (Polsko)
- kunta (Finsko)
- kommun (Švédsko)
- občina, opština, općina (např. Chorvatsko)
- obec (Česko)
- župa (Slovensko, Československo)

V České republice je základní územní jednotkou obec a vojenský újezd. V případě, že je obec členěna, tak základní jednotkou jsou i městské obvody nebo městské části.